# Чан Донгон
Чан Донгон (кор. 장동건; род. 7 марта 1972 года в Сеул, Республика Корея) — южнокорейский актёр и музыкант.

## Биография
Детство будущего актёра прошло в Йонсан-гу (Сеул). Позднее он поступил в Корейский национальный университет искусств, но бросил учёбу так и не получив степень.
Впервые Чан попал в сферу развлечений в 1992 году, участвуя в конкурсе талантов. Затем начал сниматься в корейских теледрамах, таких как Iljimae, The Last Match, исполняя главные роли в дуэте с Shim Eun-ha, его дебют в кино состоялся в фильме 'Repechage (1997) где он сыграл с актрисой Ким Хисон.
К концу 1990-х годов Чан Донгон завоевал популярность в Корее а также стал одним из первых корейских актёров, заслуживших популярность в других странах Азии, после того как там в конце 1990-х были показаны несколько теледрам с его участием. В 1999 году он снялся в привлёкшем внимание критиков фильме Nowhere to Hide в роли младшего партнёра Пака Джунхуна (Park Joong-hoon). Затем сыграл в полнометражном фильме Anarchists, снятом в Шанхае, истории о группе молодых террористов, работавших в Китае 1930-х и желающих повысить свой статус.
Дебют Чана состоялся в драме канала MBC Our Heaven, за это он получил премию «Голубой дракон» как лучший актёр. Другую награду он получил за роль полицейского в криминальном боевике «Спрятаться негде». В 2000 году Чан снялся в боевике «Друг», самом кассовом корейском фильме того времени. Чан получил положительные отзывы за свою роль проблемного студента высшей школы, который присоединяется к мафии. Благодаря этому он смог получить роль в фильме «38-я параллель» о Корейской войне, который опять побил кассовые рекорды. За своё киновоплощение одного из братьев он получил третьего «Голубого дракона». Также Чан сделал прорыв в китайском кино, снявшись в фильме жанра Уся «Клятва» (2005).
Чан был избран для продвижения Nintendo DS Lite в Южной Корее, о чём объявил в январе 2007 года. Он также способствовал продвижению English Training: Have Fun Improving Your Skills! и Brain Age: Train Your Brain in Minutes a Day! В 2010 году дебютировал в Голливуде, снявшись в фильме «Путь воина». Следующий фильм, в котором помимо Чана снимались такие известные актёры, как Одагири Джо и Фань Бинбин, вышел в 2011 году и обещал стать хитом, но провалился в прокате.

## Личная жизнь
Чан женат на актрисе Ко Со Ён, торжественная церемонии бракосочетания состоялась в сеульском отеле Силла 2 мая 2010 года, до свадьбы их роман длился 18 лет. 4 октября 2010 года у них родился сын, 26 февраля 2014 года у пары родилась дочь.

## Фильмы
Все фильмы в этом списке производства Южной Кореи, кроме особо отмеченных.
- 7 лет ночи (Seven Years of Night) (2018) — О Юн Дже
- Человек, который плакал (No Tears for the Dead) (2014) — Кон
- Опасные связи (Dangerous Liaisons) (2012, Китай) — Се И Фань
- Мой путь (2011) — Джим Шик Ким
- Путь воина (2010 ) — Ян
- Good Morning, President (2009)
- Клятва (2005, Китай)
- Typhoon (2005)
- 38-я параллель (2004) — Ли Джин тэ
- Береговая охрана (2002) — Кан Санбён
- 2009: Утраченные воспоминания (2002)
- Friend (2001)
- Anarchists (2000)
- Nowhere to Hide (1999)
- Love Wind Love Song (1999)
- First Kiss (cameo, 1998)
- Holiday In Seoul (1997)
- Repechage (1997)

## Телевизионные драмы
- А Gentleman’s Dignity (2012)
- All About Eve (2000)
- Ghost (1999)
- Springtime (1999)
- Love (1998)
- Ready Go! (1998)
- Myth of a Hero (1997)
- Model (1997)
- Medical Brothers (1997)
- Icing (1996)
- The Last Match (1994)
- Il Ji Mae (1993)
- Our Heaven (1993)

## Дискография
- 1998: Bon-seung & Dong-gun
- 1995: Fly
- 1994: Friendship : Dong-gun Jang, Chul Jun
- 1993: Jang Dong-kun

## Награды
- 2009: Andre Kim Star Awards — Best Star Award
- 2007: Korean Advertise Festival — Best Couple Award
- 2007: ChunSa Film Festival — Korean Wave Award
- 2005: Max Movie Film Awards — Лучший мужчина-актёр
- 2004: «Голубой дракон» — Лучший актёр за фильм Taegukgi
- 2001: «Голубой дракон» — Most Popular Actor Award
- 2001: Asia Pacific Film Festival — Лучший актёр второго плана за фильм Friend
- 2000: Blue Dragon Film Awards — Popular Award
- 1999: «Голубой дракон» — Лучший актёр второго плана за фильм Nowhere to Hide
- 1997: «Голубой дракон» — Лучший новый актёр за фильм The Repechage
- 1997: MBC — Best Actor за «Medical Brothers»
- 1997: Baeksang Art Awards — Most popular performer
- 1994: Baeksang Art Awards — Лучший актёр телевидения

## Гиперссылки
- Official Site of Korea Tourism Org.: Jang Dong Gun
- Adonis Official JDG story
- Adonis International Fan Club
- Just Jang Dong Gun
- Jang Dong Gun América Latina